# Президентські вибори у США 1984
Президентські вибори в США 1984 року проходили 6 листопада. Від Республіканської партії на них був висунутий президент Рональд Рейган, а від демократів — колишній віцепрезидент адміністрації Картера Волтер Мондейл. Економічний підйом, що почався після глибокої рецесії 1981—1982 років, зіграв на руку чинному президенту. Крім цього, республіканцям вдалося представити Мондейла як поборника великого витратного уряду, який хоче підняти податки. У результаті виборів Рейган здобув повну перемогу, вигравши в 49 штатах, повторивши, таким чином, приголомшуючий успіх Ніксона на виборах 1972 року. Рейган поступився лише в рідному штаті Мондейла Міннесоті та окрузі Колумбія, отримавши 525 з 538 голосів вибірників.

## Вибори

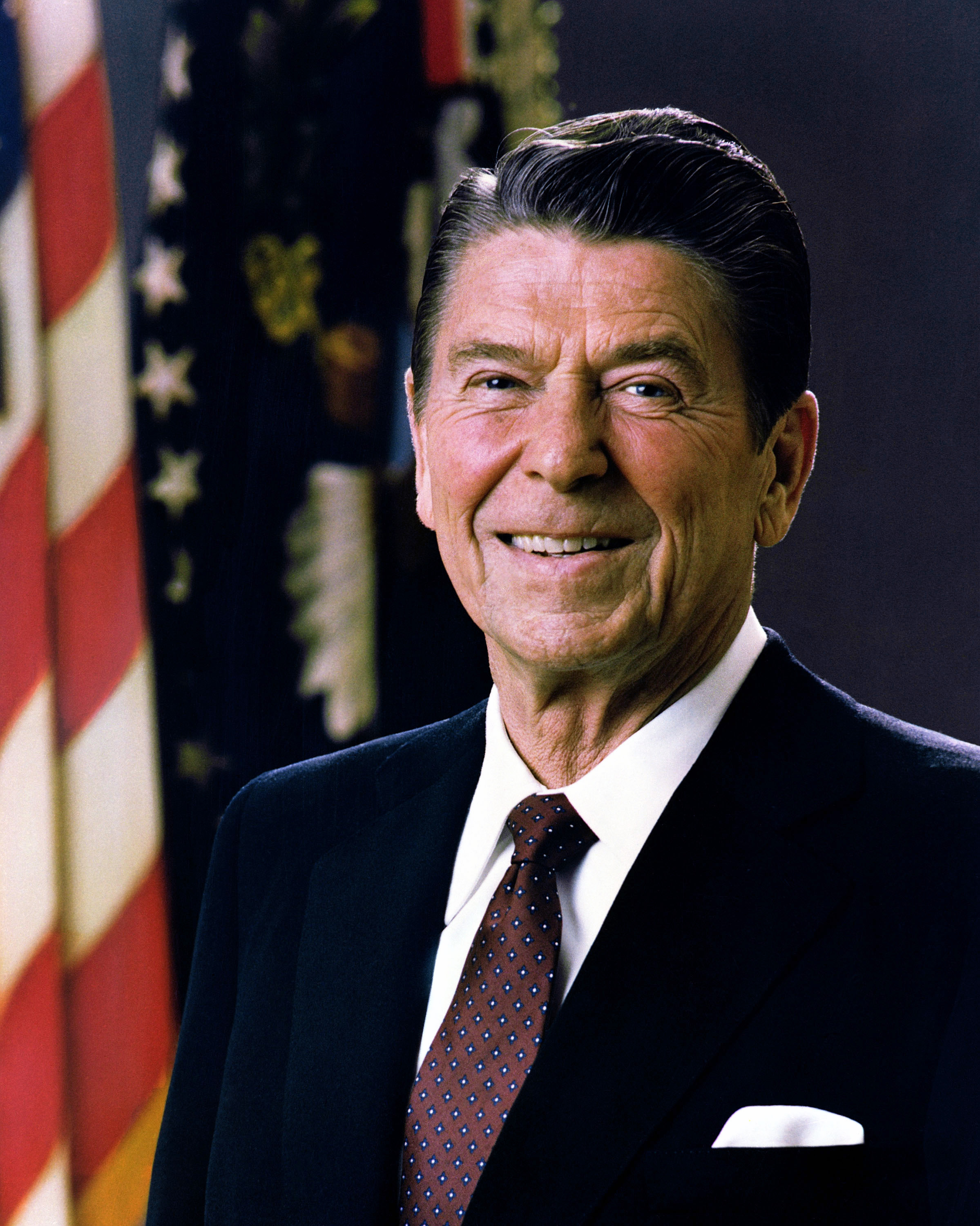
На виборах 1984 року Рональд Рейган був переобраний президентом США.

### Результати
| Кандидат                          | Партія                 | Виборці    | Виборці | Виборники |
| Кандидат                          | Партія                 | Кількість  | %       | Виборники |
| --------------------------------- | ---------------------- | ---------- | ------- | --------- |
| Рональд Рейган/Джордж Буш-старший | Республіканська партія | 54 455 472 | 58,8 %  | 525       |
| Волтер Мондейл/Джеральдін Ферраро | Демократична партія    | 37 577 352 | 40,6 %  | 13        |
| Девід Бергманд/Джим Льюїс         | Лібертаріанська партія | 228 111    | 0,3 %   | 0         |
| інші                              |                        | 392 298    | 0,4 %   | 0         |
| Усього                            | Усього                 | 92 653 233 | 100 %   | 538       |